# نخل (مصر)
مدينة نَخْل هي العاصمة والقاعدة الإدارية لمركز ومدينة نخل، كما أنها عاصمة سيناء القديمة، وكانت بمثابة مركز بلاد التيه، وقيل بإنها سميت (نخل) لنعومة رمالها والتي تبدو وكأنها نخلت بمنخل، تقع مدينة نخل في الجزء الأوسط الجنوبي من محافظة شمال سيناء، وتعتبر مدينة نخل حلقة ربط شمال سيناء وجنوبها، تبعد عن العريش 156 كم، وعن السويس 127 كم، وعن نويبع 208 كم، وعن الحسنة 64 كم.

## تاريخ
تعتبر مدينة نخـل مدينة التاريخ والآثار لاعتبارها أهم محطة على طريق الحج المصري القديم وقد عرفت نخل على مر العصور التاريخية ولكنها ازدهرت في العصر الإسلامي، عند افتتاح طريق الحج المصري في أواخر الدولة الأيوبية، وقد كان ازدهار نخل باعتبارها المحطة الرئيسية في تمويل وتزويد قافلة الحج بالمؤن وتوفير سبل الراحة والأمن وظلت نخل مركز في قلب سيناء.

## المعالم
- قلعة نخل التاريخية والتي بناها السلطان قانصوه الغوري.
- منابع وادي العريش
- طريق الحج القديم
- اللوحة الأثرية لسلطان المماليك قانصوه الغوري على طريق الحج
- ممر متلا الشهير
- جبال التيه